# Frögärd i Ösby

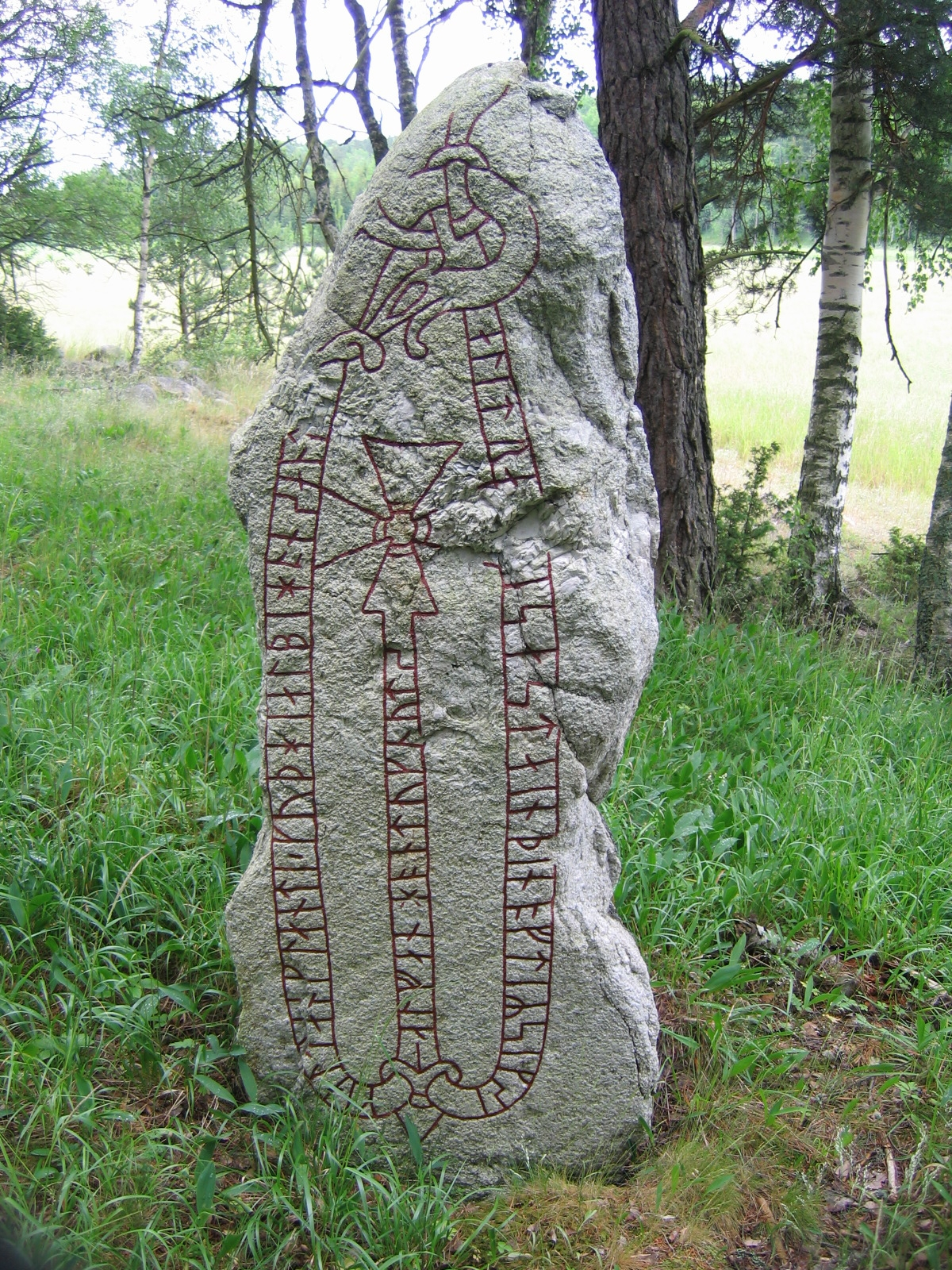
Piedra rúnica U 194 Väsby, obra atribuida a Frögärd.

Frögärd Ulvsdotter i Ösby (fl. 1017), fue una presunta erilaz o grabadora de runas de Suecia en el siglo X. Hasta el descubrimiento de la existencia de Gunnborga, era la única mujer confirmada históricamente como maestro cantero de la Era vikinga. Posteriormente la autoría de sus grabados fue puesta en duda ya que se basaba en una interpretación de Eirk Brate sobre la estela U 203.
Según dicha interpretación era hija de Ulv Allesson y nieta de Alle, un vikingo al servicio de Canuto el Grande en Inglaterra, que regresó a Escandinavia en 1017. Se le atribuye la autoría de una piedra rúnica en Väsby (Össeby-Garn), catalogada en la rundata como U 194, actualmente expuesta junto a la iglesia de Angarns en Uppland.
La estela U 203 fue levantada por Ale (o Alle) en memoria de su hijo Ulv, “padre de Frögärd en Väsby”. Ale (Alle) también es responsable de la piedra rúnica U 194, que levantó en memoria de sí mismo mientras aún estaba vivo. Según esta inscripción, Ale (Alle) recibió una parte del danegeld de Canuto el Grande en 1017. Por lo tanto, Frögärd probablemente era miembro de una familia adinerada y el único beneficiario de la herencia de su padre y su abuelo. Birgit Sawyer sugiere que el propósito de Ale (Alle) con U 203 podría haber sido hacerse cargo de la herencia de su nieta menor de edad.